# Edme-François Darigrand
Pour les articles homonymes, voir Darigrand.
 (novembre 2022).
- Si vous ne connaissez pas le sujet, laissez ce bandeau (vous pouvez alors contacter les auteurs).
- Si vous supprimez le contenu mis en cause (vous pouvez préalablement contacter les auteurs),

argumentez précisément cette suppression dans la page de discussion
(un manque de référence n'est pas un argument ; une recherche réelle de référence doit avoir été effectuée, être formellement documentée).
 (novembre 2022).
La mise en forme du texte ne suit pas les recommandations de Wikipédia : il faut le « wikifier ».
Les points d'amélioration suivants sont les cas les plus fréquents. Le détail des points à revoir est peut-être précisé sur la page de discussion.
- Les titres sont pré-formatés par le logiciel. Ils ne sont ni en capitales, ni en gras.
- Le texte ne doit pas être écrit en capitales (les noms de famille non plus), ni en gras, ni en italique, ni en « petit »…
- Le gras n'est utilisé que pour surligner le titre de l'article dans l'introduction, une seule fois.
- L'italique est rarement utilisé : mots en langue étrangère, titres d'œuvres, noms de bateaux, etc.
- Les citations ne sont pas en italique mais en corps de texte normal. Elles sont entourées par des guillemets français : « et ».
- Les listes à puces sont à éviter, des paragraphes rédigés étant largement préférés. Les tableaux sont à réserver à la présentation de données structurées (résultats, etc.).
- Les appels de note de bas de page (petits chiffres en exposant, introduits par l'outil «  Source ») sont à placer entre la fin de phrase et le point final[comme ça].
- Les liens internes (vers d'autres articles de Wikipédia) sont à choisir avec parcimonie. Créez des liens vers des articles approfondissant le sujet. Les termes génériques sans rapport avec le sujet sont à éviter, ainsi que les répétitions de liens vers un même terme.
- Les liens externes sont à placer uniquement dans une section « Liens externes », à la fin de l'article. Ces liens sont à choisir avec parcimonie suivant les règles définies. Si un lien sert de source à l'article, son insertion dans le texte est à faire par les notes de bas de page.
- La présentation des références doit suivre les conventions bibliographiques. Il est recommandé d'utiliser les modèles {{Ouvrage}}, {{Chapitre}}, {{Article}}, {{Lien web}} et/ou {{Bibliographie}}. Le mode d'édition visuel peut mettre en forme automatiquement les références.
- Insérer une infobox (cadre d'informations à droite) n'est pas obligatoire pour parachever la mise en page.

Pour une aide détaillée, merci de consulter Aide:Wikification.
Si vous pensez que ces points ont été résolus, vous pouvez retirer ce bandeau et améliorer la mise en forme d'un autre article.
Edme-François Darigrand - alias "Jean-Baptiste" - est un juriste, écrivain et poète français, ex-employé de la Ferme Générale devenu avocat au Parlement de Paris, né aux alentours de 1735 et mort le 21 janvier 1810 à Paris.

## Biographie

### Enfance et Jeunesse (circa 1735-1759)
Peu de choses sont connues des premières années d'Edme-François Darigrand, sinon de sa jeunesse : probablement né dans les années 1730, on lui attribue généralement 1735 comme année de naissance.
Darigrand, également orthographié "d'Arigrand", grandit dans une région viticole de France, au sein d'une famille de la petite noblesse provinciale. Il est alors promis à une carrière comme agent de la puissante Ferme Générale, dans la régie des Gabelles, - bien que d'autres sources, minoritaires, soutiennent qu'il s'agissait de celle des Aides.
Il finit par quitter la Ferme, en raison d'un avancement qui lui aurait été refusé. Cette démission pourra également trouver une explication dans sa révulsion des pratiques de l'institution financière, qu'il exposera et combattra pour le restant de sa vie.

#### Première période parlementaire (1759-1763)
Edme-François Darigrand loge à l'année 1759 à Paris au 12b rue des Noyers "vis-à-vis rue des Anglois" - l'actuel boulevard Saint-Germain - et se voit inscrit au Parlement de Paris au 17 décembre comme avocat, mais n'ayant rang qu'à partir du 20 février 1761.
Sitôt entré au Parlement, Darigrand ne cache pas son hostilité à la Ferme Générale, qu'il combat tant par le verbe dans ses plaidoiries, qui lui font remporter un grand nombre de procès contre les financiers, que par la plume dans ses mémoires où il dénonce "ruses" et "fraudes" des Fermiers auprès de ses collègues.
Dans l'enceinte parlementaire, il côtoie notamment l'avocat Simon-Nicolas-Henri Linguet et le conseiller au Parlement, l'abbé Terray,, lui-même issu d'une lignée de Fermiers Généraux. La relation avec Terray se dégrade à l'occasion d'au moins deux affaires qui opposèrent directement les deux hommes. 
La première vit un homme injustement interné à l'institut d'aliénés de Bicêtre à l'instigation de Fermiers Généraux, qui une fois libéré plaida sa cause jusque devant la Cour des Aides du Parlement de Paris ; Darigrand apporta son soutien à la Cour, tandis qu'elle désavoua les tentatives de Terray pour faire annuler le premier jugement, défavorable aux Fermiers. La seconde affaire portait sur un énième mémoire de Darigrand contre la Ferme, que Terray amena devant le Bâtonnier afin d'en obtenir la rature du nom de son auteur au tableau de l'Ordre des Avocats, l'excluant alors du Parlement ; le Bâtonnier lut l'ouvrage devant les avocats réunis et une grande majorité se prononça en faveur de Darigrand, dont on fit l'éloge du mémoire.
La résidence de Darigrand est alors enregistrée « rue Gillescoeur ».
L'écriture de Darigrand finit par dépasser les murs du Parlement en 1763 à la faveur d'une discussion sur une œuvre sensation de l'époque, les Richesses de l’État, de Roussel de la Tour, qui alla jusqu'à susciter une réponse de Pierre Samuel du Pont de Nemours. Darigrand fait partie des publicistes répondant à l'auteur, rédigeant pour ce faire La Patrie vengée ou la Juste Balance, Conclusion des Richesses de l’État, où il propose un Plan de Richesses de l’État, la formation d'un impôt unique, de sorte à réformer les finances de la France minées à la suite de la défaite de la guerre de Sept Ans, afin de retrouver une plus grande justice sociale et prospérité.
Persistant dans cette double ambition d'une réforme du système financier de son temps grâce au Plan, et avec elle l'extinction de la Ferme Générale, Darigrand rédige en réaction à une critique contre les remontrances du Parlement de Bordeaux son célèbre pamphlet, "L'Anti-Financier". Il y développe considérablement les tenants du Plan de Richesses de l’État, notamment dans ses moyens opératifs, et établit un véritable réquisitoire au vitriol contre la Ferme Générale. 
Est adjoint au pamphlet la Réponse aux Remontrances du parlement de Bordeaux, mais celui-ci est surtout précédé d'une "Épitre au Parlement de France", où Darigrand fait de l'institution parlementaire un corps uni qu'il incite à se saisir de son Plan, de sorte à éteindre la Ferme ; quitte à réécrire l'histoire de France et le rôle qu'a pu y tenir le Parlement, de sorte à légitimer a priori un coup de force parlementaire contre Louis XV pour lui imposer sa signature au Plan.
L'Anti-Financier ou Relevé de quelques-unes des malversations dont se rendent journellement coupables les Fermiers-Généraux, & des vexations qu’ils commettent dans les provinces : Servant de réfutation d’un écrit intitulé : Lettre servant de Réponse aux Remontrances du Parlement de Bordeaux. Précédée d’une Epître au Parlement de France, accompagnée de notes historiques est publié le 8 décembre 1763, édité et distribué à Paris, chez Michel Lambert l'imprimeur attitré de Voltaire, mais également à Amsterdam et Amiens.

#### Déchéance et exil hors les murs du Parlement du Paris (1764-1775)
Une lettre de cachet est signé à l'encontre de "L'auteur de l'Anti-Financier" dans le mois, et Edme-François est arrêté le 4 janvier 1764 avant d'être embastillé. Lambert est arrêté le lendemain. L'arrestation de Darigrand est menée par le Lieutenant de Police local, nommé de Sertine, mais est personnellement supervisée par le rival de l'avocat, l'abbé Terray.
Deux versions s'affrontent sur la réalité de l'incarcération de l'écrivain ex-avocat, celle de l'historien Adrien Richter, et la correspondance royale. La première veut que Darigrand soit resté à la Bastille deux jours, avant d'en sortir par le secours du Duc d'Orléans Louis-Philippe qui, appréciant ses écrits, aurait voulu faire de lui son avocat personnel. La seconde version veut que Darigrand ait séjourné plusieurs mois en geôles.
Darigrand resta moins d'un an en prison, toujours, car il produisit à la même année 1764 un bref opuscule intitulé L'Anthropophagie ou les Anthropophages, qui réaffirme ses idées antifinancières exprimées dans son pamphlet, et narre son exil hors les murs du Parlement de Paris, en une localité de province tenue secrète.
Le nom d'Edme-François Darigrand ne connaît alors plus que quelques sous la forme de signatures de mémoires, dont deux d'importance que sont Mémoires sur délibéré pour les officiers et soldats du régiment de Cambrésis, demandeurs, contre les syndics et directeurs de la Compagnie des Indes, défendeurs, et le Mémoire pour le receveur du domaine de la généralité de Tours, rendus respectivement en 1765 et 1767. Darigrand renoue ici avec sa profession de juriste, mais en simple conseiller, ces mémoires ayant été rédigés à son compte, très probablement pour raison alimentaire.
Edme-François Darigrand disparaît à l'année 1767.

#### Seconde période parlementaire (1767-1789)
Le nom de Darigrand revient pourtant au tableau de l'Ordre des Avocats au Parlement de Paris, dès le 27 mai 1767, mais avec un prénom différent : "Jean-Baptiste". Il s'agit pourtant bien du même homme, pour une raison évidente : Edme-François ayant fait l'objet d'une lettre de cachet, son nom fut rayé du tableau, d'où un prénom d'emprunt pour s'y réinscrire, avec la complicité passive de ses collègues avocats retrouvés, pouvant compter sur leur solidarité.
Edme-François à présent Jean-Baptiste a rang au Parlement de Paris au 16 mars 1775 - décalage qui s'explique par la réforme Maupeou - et loge au 4c6b rue de la Verrerie, "près l'hôtel de Pomponne". Il continue d'officier en tant que juriste avocat, produisant un certain nombre de mémoires sur des questions fiscales et commerciales - sans perdre l'occasion de contrer l'influence de la Ferme.
L'influence de ses positions antifinancières continuaient d'infuser au sein du Parlement à la fin des années 1760 et début 1770, se manifestant notamment par une influence palpable dans les écrits de Simon-Henri-Nicolas Linguet, autant que dans la jurisprudence de la Cour des Aides et les représentations parlementaires auprès du Trône, très proches de L'Anti-Financier dans le texte.
Fort de sa réputation, Darigrand est appelé au 20 juillet 1788 par le Syndic de La Chapelle Saint-Denis, Gautier, à la rédaction d'un mémoire devant servir de préparation à celle des cahiers de doléances dans les faubourgs de Paris, en prévision de la tenue des États-Généraux à l'année suivante. Le fruit de cette entreprise sera le Mémoire pour servir à la confection du cahier de doléances des habitants de la Banlieue de Paris, ouvrage plus technique mais toujours en opposition à la Ferme Générale maintenant réduite en partie aux entrées de la capitale, ceinte du Mur des Fermiers Généraux. Le Mémoire sera finalement transmis aux États généraux après remise au Comte de Sannois, à l'initiative des habitants de Pantin à la mi-avril 1789.
Entre-temps accusé de tenir des réunions illégales à caractère fédéraliste, Darigrand passe en jugement au mois de septembre 1789, se concluant sur un non-lieu. L'accusateur anonyme n'étant en réalité que le syndic de Montrouge, le Fermier Charles René de Parseval de Frileuse, alors fort impopulaire contrairement à Darigrand dont le Mémoire connaissait un franc succès dans les faubourgs parisiens.
Darigrand semble se retirer à cette époque de la vie publique, bien qu'on lui attribue une Adresse à l'Assemblée Nationale en 1791.

#### Fin de vie (1789-1810)
Darigrand ne prit plus jamais de position publique de sa propre initiative, de sorte qu'il reparaît à l'occasion d'affaires judiciaires, deux au moins.
La première constitue une affaire de faux dans laquelle Darigrand est cité à témoin en 1792, la seconde une affaire de poules débouchant sur un procès où il officie en tant que juré au 28 pluviôse An IX.
On lui attribue une pétition demandant la suppression des droits d'entrée pour les marchands de vin en 1796, chose plausible en cela que le vin fut souvent pris en exemple de politique fiscale par Darigrand dans ses œuvres, dont "L'Anti-Financier".
Darigrand s'éteint dans son appartement, au 52 rue de la Verrerie, même rue où il s'était établi à son retour dans la capitale.

#### Les morts d'Edme-François Darigrand
Louis Petit de Bachaumont annonce le premier la mort de Darigrand - orthographié "d'Arigrand" - pour le début du mois d'octobre 1771, sans donner de source, une erreur.
Une première correction est apportée par l'historien Charles-Louis Chassin dans ses travaux historiques au sein de son livre Les élections et les cahiers de Paris en 1789. Paris hors les murs - contenant notamment le Mémoire pour les habitants de la Banlieue de Paris. Il conclut à la faute d'impression, 1771 devant se lire 1791. Une seconde erreur.
La mort définitive de Darigrand est rapportée par une revue d'histoire parisienne, La Cité, dans son numéro 35 d'avril 1910. Ce dernier revient sur les divers événements qui ont pu émailler l'histoire du 4e arrondissement parisien, petits et grands, avec une attention particulière pour ceux dont on fêtait alors le centenaire : mention est ici faite, au 21 janvier, de la mort de Darigrand, rue de la Verrerie, en sa qualité d'ancien avocat au Parlement de Paris.

## Œuvres majeures

### La Patrie vengée ou la Juste Balance, Conclusion des Richesses de l’État
La Patrie vengée ou la Juste Balance, Conclusion des Richesses de l’État se veut être une réponse à de la Tour, auteur des Richesses de l'Etat, en fait une introduction au Plan de Richesses de l'Etat de Darigrand par lui-même.
Son "plan" s'entend comme un programme, un ensemble de mesures propres à réformer effectivement l'ancien système financier - comprendre fiscal - du Royaume de France au lendemain de la Guerre de Sept Ans.
Le Plan veut la mise en place d’un impôt unique en remplacement de tous les autres et des droits multipliés, suivant la fixation du nombre de contribuables, dont la contribution se ferait à proportion de revenu, avec répartition des charges à l’initiative des citoyens, y répondant la baisse de moitié des taxes sur l’agriculture, et le refus d’un impôt sur la consommation. 
Darigrand distingue par la suite trois classes de contribuables, regroupant noblesse et magistrature subdivisées, et prévoit certaines exceptions au premier rang desquelles les « veuves et non-communes en biens ». 
L'auteur y laisse également transparaître des opinions, plus ou moins honnêtes, sur les grands partis de la cour et des salons formant l'opinion publique d'alors : le ton de l'ouvrage se veut rassurant pour les nobles, dithyrambique avec les économistes physiocrates - surtout Mirabeau Père, citant sa Théorie de l'impôt - en contraste d'une défiance prononcée pour les gens de finance, sinon d'une hostilité résolue aux philosophes, l'une et l'autre s'expliquant par son jansénisme.

### L'Anti-Financier... Lettre servant de Réponse aux Remontrances du Parlement de Bordeaux. Précédée d'une Épitre au Parlement de France
Le Magnum Opus d'Edme-François Darigrand, qui se divise en trois parties distinctes, dans l'ordre : "Epître au Parlement de France", "L'Anti-Financier", y intégrant la Réponse aux Remontrances du Parlement de Bordeaux.
S'appuyant sur la Réponse aux Remontrances du Parlement de Bordeaux, Darigrand produit un pamphlet dont chaque partie s'adresse à un public particulier, qui sert un objectif politique précis :
-"Epître au Parlement de France" est une défense du caractère contraignant des remontrances parlementaires face au Roi ; en réalité, Darigrand souhaite à travers elle légitimer la théorie des classes parlementaires pour donner vie à l'idée d'un Parlement de France uni, renforcée par une réécriture parlementariste de l'histoire de France ; ceci afin de mieux inciter les Parlements à se saisir du Plan de Richesses de l’État qu'il leur propose, pour l'imposer au trône, au nom d'une alliance antifinancière entre les deux institutions pour la prospérité du pays.
-"L'Anti-Financier" peut se subdiviser en deux-sous parties implicites : la première comme une suite de vives descriptions de certaines pratiques de la Ferme visant à extorquer les contribuables français, dans différentes circonstances, de sorte à exacerber la défiance sinon la haine populaire à l'égard de la Ferme et ses agents, la seconde un rappel et développement sur la nature et mise en pratique du Plan de Richesses de l’État, qui veut notamment le contrôle de la perception des impôts sous l'autorité ultime des gens de justice, donc les parlementaires. 
L'objectif ultime de Darigrand se dévoile : l'imposition du Plan de Richesses de l’État au pouvoir royal pour lui signifier son assujettissement à un pouvoir parlementaire unifié, en même temps que la réalisation d'une purge au moins administrative sinon physique des Fermiers Généraux. Ce, en plaçant le trône entre le marteau de Parlements galvanisés, et l'enclume de la colère populaire généralisée.
Cette œuvre de Darigrand n'en reste pas moins visionnaire, au propre comme au figuré, dans sa perception du problème des finances publiques grevées comme terreau d'une future déflagration qui résulterait en un conflit civil en France, lui faisant dire la nécessité d'une prochaine révolution. Il serait donc tentant de faire de Darigrand un prophète de la Révolution française, mais il s'agit plus dans le texte de références implicites à la Glorieuse Révolution anglaise, et par la même une menace contre Louis XV quant à une possible révolte parlementaire sur modèle anglais, qui aboutit à la décapitation du monarque.

### L'Anthropophagie ou les Anthropophages
Essai poétique et satirique, divisé en trois parties : une préface, un poème, et des notes de Darigrand sur sa retraite forcée suivant sa déchéance du Parlement de Paris.
La préface se résume à une satire sur l'être profond des Fermiers Généraux, que Darigrand rapproche de lointains cannibales, des "Anthropophages", d'où le titre.
Le poème reprend la démonstration, dans un autre registre.
Les notes de Darigrand prennent la forme d'un quasi-journal de route, où l'auteur laisse entrevoir ses états d'âmes, et le compte-rendu de ses enquêtes sur les entreprises illégales des agents locaux de la Ferme. Abattu en apparence, Darigrand réaffirme sa volonté combattante de voir tomber la Ferme Générale, sous forme de prière. Œuvre sentimentale, personnelle, dans un décor quasi-pastoral, L'Anthropophagie ou les Anthropophages fait entrer Darigrand dans le groupe des poètes préromantiques.

### Mémoire pour servir à la confection du cahier de doléances des habitants de la Banlieue de Paris
Le plus technique des écrits majeurs de Darigrand.
Dénonçant les abus physiques et moraux des commis de la Ferme Générale aux entrées de Paris et sa banlieue dans son introduction et conclusion, Darigrand conteste le bien-fondé de la perception d'un certain nombre de droits par ceux-là.
Le Mémoire se divise ici en six parties portant, dans l'ordre : sur "les droits d'entrées exigés dans la banlieue", "droits sur les suifs", les "droits rétablis", "droit du cent pesant", le "vingtième de l'Hôpital", les "droits rétablis par l'édit d'août 1781".
Le Mémoire est signé "DARIGRAND", précédé des signatures de vingt relecteurs, dont Gautier le syndic de La Chapelle Saint-Denis, et Leveillard "doyen des gentilshommes du Roi, syndic municipal de Passy".

## Réception des œuvres

### La Patrie vengée ou la Juste Balance, Conclusion des Richesses de l’État
La Patrie vengée ou la Juste Balance, Conclusion des Richesses de l’État va susciter beaucoup de discussions dans les salons de la bonne société parisienne et conférer une certaine notoriété à son auteur, qui en épie tous les retours.
Une Épitre aux Critiques des Richesses de l’État est rendue en réponse à Darigrand, concession d'une bonne idée que constituerait le Plan de Richesses de l'Etat, mais porté par un publiciste trop tiède et au caractère flatteur, qui condamnerait le Plan à la "poussière" dans le bureau du Contrôleur général des finances.

### L'Anti-Financier... Lettre servant de Réponse aux Remontrances du Parlement de Bordeaux. Précédé d'une Épitre au Parlement de France
Si Darigrand obtint la célébrité avec La Patrie vengée ou la Juste Balance, L'Anti-Financier le fera passer à la postérité.
L'ouvrage fit sensation dans tout Paris, jusqu'à Versailles : provoquant les "hauts-cris" des Fermiers Généraux, puis la réaction royale qui le condamna par lettre de cachet, et l'enthousiasme très prononcé de Voltaire dans sa correspondance qui en réclame un exemplaire à plusieurs reprises, avant d'en faire une brève critique sur la tentative de réécriture historique par le parlementaire, jugée médiocre sinon dangereuse.
Les derniers exemplaires de L'Anti-Financier sont condamnés et brûlés, y compris hors de Paris. 
On retrouve un exemplaire du pamphlet de Darigrand dans la bibliothèque personnelle d'Adam Smith.

### L'Anthropophagie ou les Anthropophages
L'Anthropophagie ou les Anthropophages est très rapidement condamné au feu, et ses diffuseurs arrêtés, à Rouen notamment. 

### Mémoire pour servir à la confection du cahier de doléances des habitants de la Banlieue de Paris
Le Mémoire pour servir à la confection des cahiers de doléances des habitants de la Banlieue de Paris marque la consécration des efforts de Darigrand par son plébiscite dans les faubourgs de la capitale, après de multiples obstacles à sa lecture et diffusion.
Le premier signataire du Mémoire, Leveillard, désavoua en effet sa signature, arguant que le Mémoire n'avait été relu que par Darigrand, n'en rendant compte à ses relecteurs qu'à l'oral et en groupes séparés, laissant impossible l'approbation desdits cosignataires.
Le Mémoire n'en fut pas moins publié et lu dans de multiples communes de la banlieue parisienne à la sortie des églises, sur place publique. Le travail de Darigrand connut un immense succès, en fait quasi unanime, Darigrand lui-même étant cité nommément dans plusieurs cahiers de doléances. En particulier à Pantin, où les habitants le remettent à leur représentant aux États-Généraux, le Comte de Sannois, sans qu'il ne soit versé aux archives parlementaires a posteriori.
Darigrand, peu avant la publication de son Mémoire, fit l'objet d'une accusation anonyme, sur la tenue de réunions fédéralistes illégales. Il s'en défendra dans les avant-propos du Mémoire - aujourd'hui malheureusement indisponibles, mais résumés par Chassin - nommant l'accusateur, Charles René de Parseval de Frileuse. Darigrand se présente à son procès au 13 septembre 1789, en l'absence de de Parseval, qui se clôture par un non-lieu une dizaine de jours plus tard.

## Citations

### La Patrie vengée ou la Juste Balance, Conclusion des Richesses de l’État
Chacun s'occupe aujourd'hui de la réforme du Gouvernement, & de donner des leçons aux Ministres, ce qui fait dire avec vérité qu'en France tout est asservi à la mode, jusqu'aux productions de l'esprit, qui ont leur règne et leur variété, relativement au caprice & à la nouveauté des Sujets qui paraissent sur la scène.
Tout annonce le caractère du véritable Citoyen dans les motifs de ce projet [du Plan de Richesses de l’État], qui a pour but l'établissement d'une imposition unique à la place de toutes celles qui se perçoivent actuellement, d'indiquer les moyens d'en déterminer la fixation proportionnellement aux facultés des contribuables ; & le résultat de cette opération tend à alléger d'un côté les charges de ces mêmes contribuables, & de l'autre à procurer au Roi une augmentation de revenus.
On se demande [...] qui du Fermier ou du Seigneur paye la Taille ? 
...alors toutes les prétendues illusions que l'on reproche à l'Auteur cesseront, & l'on sera convaincu qu'il n'a rien avancé de trop, lorsqu'il a annoncé son plan comme un remède prompt & efficace de subvenir aux besoins de l’État, de pourvoir au présent, au passé, & à l'avenir, & en même tems d'enrichir le Roi & de soulager les peuples.

### L'Anti-Financier... Lettre servant de Réponse aux Remontrances du Parlement de Bordeaux. Précédé d'une Épitre au Parlement de France
Je suis François, c'est-à-dire, rempli du plus respectueux amour pour mon Roi, soumis aux loix, aimant plus que la vie les droits sacrés de la liberté, aimant mes Concitoyens, & compatissant aux maux que leur font éprouver, moins encore les impôts excessifs qu'ils supportent, que les déprédations des Traitans.
Puisse l'heureuse révolution qui purgera la France du fléau des Financiers, être une des glorieuses époques du règne de Louis le Bien-aimé !
Qui donc pourrait être assez ennemi du Roi pour lui persuader que la Nation doit être purement passive, qu'il faut rompre toute correspondance avec elle & son Roi ? Par qui sera-t-il instruit des besoins de ses peuples ? Par quel canal leurs vœux, leurs prières parviendront-ils jusqu'au trône ? Sera-ce par la bouche infidèle & peu instruite d'un Courtisan fastueux ? Qui ne sçait que l'intérêt des flatteurs a toujours été interposé entre la vérité & les Rois ? Chaque individu de la Nation a-t-il accès auprès de la personne des Rois ? Peut-il traiter des intérêts généraux ? Il faut donc un Corps représentant de la Nation ; elle a choisi le Parlement ; il ne peut rester muet dans les malheurs publics sans trahir l'Etat qui a placé sa confiance en lui, & le Roi qui l'a agrée pour représenter son peuple.
Chaque Citoyen deviendra-t-il par une révolte générale l’ennemi déclaré de son Roi, & chaque soldat deviendra-t-il un bourreau sous les ordres de celui-ci pour égorger les frères ? Verra-t-on renouveler les horreurs des guerres civiles qui ont déchiré les peuples sous les règnes de tant de Rois, qui ont perdu leur véritable autorité dans l’abus qu’ils ont fait dans la levée arbitraire des Impôts ? ; ou les peuples écrasés sous les crimes d’un nouveau Chilpéric & d’une nouvelle Frédégonde, abandonneront-ils encore une fois leur malheureuse patrie abreuvée des larmes & de leur sang ?
Votre unique occupation [de parlementaires] est de monter sur les fleurs de Lys pour faire régner les loix, d'en descendre pour faire régner les mœurs.
La multiplicité des droits, la complication des régies ont fait du métier de Traitant un art divisé en une infinité de branches, ensorte qu'il faut réellement un travail de plusieurs années & une étude exclusive, pour posséder les connoissances relatives à chacune de ces branches, & un génie plus que commun pour en saisir l'ensemble, & faire ce qui s'appelle un grand Financier.
Le mot Finance couvre tout, autorise tout, ennoblit tout. Cet homme qui se méconnoît jusqu’à me faire attendre deux heures dans son antichambre, qui tranche du Ministre, qui prétend en imposer à tout Paris par son faste & son orgueil […] C’est une multitude de Financiers de tout état, de tout sexe, qui rendent la Finance si considérable ; c’est un colosse que tant de mains soutiennent et ont intérêt à soutenir, qu’il est bien difficile de l’abattre. […] La Finance sera-t-elle à l’abri du même sort [des Jésuites] ? Il faut qu’elle le subisse, ou tout est perdu, et bien-tôt on ne connaître plus en France que trois Etats, le Roi et son Auguste Famille, des Financiers, et des Esclaves.
Si c'est un crime de penser comme je le fais, c'est le crime de la nation ; si ce crime mérite qu'elle soit punie par le fer & par le feu, par la destruction totale, il est un moyen facile de procéder à cette terrible exécution, c'est de laisser les choses telles qu'elles sont.

### L'Anthropophagie ou les Anthropophages
Les Noms sont faits pour signifier les choses. Parmi les Choses il en est des simples ; il en est des composées. Les Choses simples s'expriment par des Noms simples ; un Rat, une Cave, un Tonneau. Les Choses composées s'expriment par des Noms composés ; la Philosophie, la Géométrie, l'Agriculture. Les Fermiers Généraux sont-ils des êtres simples ; sont-ils des êtres composés ?
Dans l'Empire des Lys ces cruels potentats / Ont trouvé le secret d'élever un empire, / Et sous leurs drapeaux d'or, deux cens mille / soldats / Vivent à nos dépens du soin de nous détruire.
Fasse le Ciel que cette année [1764] soit l'époque de la destruction des Anthropophages & de la fin des maux de notre Patrie.
AMEN

### Mémoire pour servir à la confection du cahier de doléances des habitants de la Banlieue de Paris
...les fermiers ont imaginé d'aposter quelques commis pour arrêter et saisir quiconque aurait été rencontré transportant des denrées ou des marchandises, sans être porteur d'acquis émanés de ces buralistes receveurs.
Pendant un temps, ces exactions n'ont eu lieu qu'au passage de l'habitant ou voyageur dans l'endroit même où il existait un buraliste ; ce n'est que depuis peu d'années que les fermiers se sont permis de multiplier leurs brigades et de les autoriser à arrêter, fouiller et saisir les passants, sur les grandes routes, dans les chemins détournés ou en plein champ, et il n'est que trop vrai que les commis qui composent ces brigades ont porté les excès et la violence jusqu'à la mort de plusieurs habitants.

La preuve de ces faits est acquise par la notoriété publique.
Mais le jour de la justice approche. Un roi bienfaisant met son bonheur à faire celui de ses sujets : pour y parvenir, il appelle la Nation entière, et veut que les représentants de cette Nation lui fasse connaître la vérité ; l'éclat dont brillera cette vérité, trop longtemps écartée du trône, impose donc aux habitants de la banlieue l'obligation de souffrir, jusqu'à l'instant où l'ordre, prenant la place de la confusion, mettra le Souverain en état de suivre le mouvement de son cœur et de venir au secours des victimes de l'oppression.

## Autres œuvres
Liste non-exhaustive.
- Réponse impartiale pour les chaufourniers et plâtriers de Paris au libelle... d'un prétendu voisin de fours à plâtre, contre la réclamation présentée à l'Assemblée nationale par les chaufourniers de Paris (Signé : Darigrand.)
- La Patrie vengée ou la Juste Balance, Conclusion des Richesses de l'Etat (1763)
- L’Anti-Financier ou Relevé de quelques-unes des malversations dont se rendent journellement coupables les Fermiers-Généraux, & des vexations qu’ils commettent dans les provinces : Servant de réfutation d’un écrit intitulé : Lettre servant de Réponse aux Remontrances du Parlement de Bordeaux. Précédée d’une Epître au Parlement de France, accompagnée de notes historiques (1763)
- L'Anthropophagie ou les Anthropophages (1764)
- Mémoire sur les eaux-de-vie, pour plusieurs marchands épiciers de Paris faisant le commerce d'eaux-de-vie en gros (1764)
- Mémoire concernant les eaux-de-vie ; pour la communauté des maîtres limonadiers vendeurs d'eau-de-vie, esprits-de-vin et autres liqueurs (1764)
- Précis pour Me François-Marie Robin, procureur au bailliage royal de Saint-Pierre-le-Moutier, intimé, contre frère Abel de Lespinasse,... prieur du prieuré de Saint-Pierre-le-Moutier, appelant (1765)
- Mémoire sur délibéré pour les officiers et soldats du régiment de Cambrésis, demandeurs, contre les syndics et directeurs de la Compagnie des Indes, défendeurs (1765)
- Plaidoyers pour la demoiselle Chanlaire contre la ferme générale... (1765)
- Réplique pour la demoiselle Chanlaire contre la ferme générale (1765)
- Second mémoire sur délibéré, pour les officiers et soldats du régiment de Cambrésis, demandeurs, en réponse au mémoire imprimé pour les syndics et directeurs de la Compagnie des Indes, défendeurs. (1766)
- Mémoire à consulter et consultation pour l'abbé de Chabons contre dom Asselin (1767)
- Mémoire à consulter et consultation pour les sieur et dame Thiébault, marchands, fermiers de la terre et seigneurie du bourg Sainte-Marie en Champagne,... et le sieur Masson, leur domestique (1767)
- Mémoire pour Etienne Joly, sous-fermier des domaines de la généralité de Tours, poursuite et diligence de Bernard Sicard Dalmats, directeur desdits droits, intimé et anticipant, contre Jean-Paul-Timoléon de Cossé, duc de Brissac, pair et grand pannetier de France... lieutenant-général... gouverneur de Sar-Louis, etc., appellant et anticipé (1767)
- Mémoire pour Pierre-Nicolas Sommé, marchand orfèvre, appelant... contre Jean-Jacques Prevost, adjudicataire général des Fermes, intimé... et contre M. le procureur général, intimé (1768)
- Mémoire sur la caisse de Poissy, pour les propriétaires des herbages et marchands forains approvisionnant les marchés de Sceaux et de Poissy (1768)
- Précis pour Charles Thioust et François Malo, habitants de Montreuil (sous-Bois), appelants, contre le sieur Preau, procureur fiscal dudit Montreuil, intimé (1768)
- Mémoire pour Jean Stouldré, maître et marchand tailleur d'habits, demeurant à Paris, rue des Poulies,... appelant, contre les syndics, jurés en charge, corps et communauté des maîtres et marchands chaussetiers, pourpointiers, tailleurs de la ville... de Paris, intimés (1769)
- Précis pour le comte et la comtesse de Louesme, défendeurs... contre M. le procureur général, demandeur... (1769)
- Mémoire justificatif pour le comte et la comtesse de Louesme, accusés de rébellion à justice, contre M. le procureur général (1769)
- Mémoire pour le sieur Chapelain, marchand de bois, établi à Courbevoye, hors la banlieue de Paris, et les sieurs Hymet, marchands de bois établis à Saint-Denis, intervenans, contre le régisseur des droits réunis (1779)
- Mémoire pour les maitres et gardes de l'épicerie ; sur les fraudes qui se commettent aux entrées de Paris, les causes de ces fraudes, & le moyen de les détruire (1785)
- Supplément au mémoire pour les maîtres et gardes du corps de l'épicerie, sur les fraudes qui se commettent dans le commerce de l'eau-de-vie, les causes de ces fraudes et les moyens de les détruire (1786)
- Mémoire pour servir à la confection du cahier de doléances des habitants de la Banlieue de Paris (1789)
- Adresse a l'Assemblée nationale pour les malheureux soldats du 67me régiment ci-devant Languedoc détenus dans les prisons de Carpentras (1791)
- Pétition. Pour les marchands de vin de Paris contre la suppression des droits d'entrées. Présentée au préfet de police le 16 ventôse (1796)